# Espace fonctionnel
En mathématiques, un espace fonctionnel est un ensemble d'applications d'une certaine forme d'un ensemble {\displaystyle X} vers un ensemble {\displaystyle Y.}
Il est appelé « espace » car, selon les cas, il peut être un espace topologique, un espace vectoriel, ou les deux.

## Notations
L'ensemble des applications de {\displaystyle X} dans {\displaystyle Y} est noté {\displaystyle Y^{X}} ou {\displaystyle {\mathcal {F}}(X,Y)}. Pour la première écriture, on veillera à ne pas se méprendre dans l'ordre des ensembles. Un bon moyen de le retenir est en l'associant avec ce résultat classique de dénombrement : il y a, si {\displaystyle X} et {\displaystyle Y} sont finis, {\displaystyle \mathrm {Card} (Y)^{\mathrm {Card} (X)}} applications de {\displaystyle X} dans {\displaystyle Y}.

## Domaines d'applications
Les espaces fonctionnels apparaissent dans différents domaines des mathématiques :
- en théorie des ensembles, l'ensemble des parties d'un ensemble {\displaystyle E} peut être identifié à {\displaystyle \{0,1\}^{E}}. En effet, se donner une partie {\displaystyle A} de {\displaystyle E}, cela revient à « faire l'appel », à construire une fonction qui à {\displaystyle x\in E} associe {\displaystyle 1} si {\displaystyle x\in A} et {\displaystyle 0} sinon (mathématiquement on construit la fonction caractéristique de {\displaystyle A} dans {\displaystyle E}) ;
- en algèbre linéaire, l'ensemble des applications linéaires d'un espace vectoriel {\displaystyle E} vers un autre {\displaystyle F} sur un même corps commutatif est lui-même un espace vectoriel ;
- en analyse fonctionnelle, on a la même construction avec les applications linéaires continues, sur des espaces vectoriels topologiques, typiquement : des espaces de fonctions à valeurs réelles ou complexes, munis d'une certaine topologie ; les exemples les plus connus sont les espaces hilbertiens et les espaces de Banach ;
- en analyse fonctionnelle, l'ensemble des applications de l'ensemble des entiers naturels dans un ensemble quelconque {\displaystyle X} est appelé espace de suites. Il est formé de l'ensemble des suites d'éléments de {\displaystyle X} ;
- en topologie, on peut essayer de construire une topologie sur l'espace des fonctions continues d'un espace topologique X dans un autre Y, dont l'utilité dépend de la nature des espaces. Une topologie couramment employée est la topologie compacte-ouverte. Un autre topologie possible est la topologie produit sur l'espace des fonctions (pas nécessairement continues) {\displaystyle Y^{X}}. Dans ce contexte, cette topologie est aussi désignée sous le nom de topologie de la convergence simple ;
- en topologie algébrique, l'étude de la théorie de l'homotopie repose essentiellement sur l'étude des invariants discrets des espaces de fonctions ;
- en théorie des processus stochastiques, le problème technique de base est comment construire une mesure de probabilité sur un espace de fonctions constitué de chemins de processus (fonctions du temps) ;
- en théorie des catégories, un espace fonctionnel est appelé un objet exponentiel. Il apparaît d'une part comme le bifoncteur Hom ; mais en tant que foncteur (simple), du type [X, -], il apparaît comme foncteur adjoint à un foncteur de type (-×X) sur des objets ;
- en lambda-calcul et en programmation fonctionnelle, des types d'espaces de fonctions sont employés pour exprimer l'idée de fonction d'ordre supérieur ;
- en théorie des domaines, l'idée fondamentale est de trouver des constructions à partir d'ordres partiels qui peuvent modéliser le lambda-calcul, en créant une catégorie cartésienne fermée.

## Analyse fonctionnelle

### Espaces généraux
- un espace localement convexe est un espace vectoriel topologique sur R dont la topologie est définie par une famille de semi-normes (ou de façon équivalente possédant des bases de voisinages convexes) ;
- un espace de Fréchet est un espace localement convexe séparé dont la topologie est définie par une famille dénombrable de semi-normes (ou de façon équivalente : métrisable) et complet (pour n'importe laquelle des distances qui définissent sa topologie) ;
- un espace de Banach est un espace vectoriel normé complet ;
- un espace de Hilbert est un espace de Banach dont la norme est associée à un produit scalaire.

### Espaces particuliers
- espace de Schwartz des fonctions de classe {\displaystyle C^{\infty }} à décroissance rapide et son dual topologique, l'espace des distributions tempérées ;
- espaces Lp ;
- espaces de Lorentz, espaces d'interpolation des espaces {\displaystyle L^{p}} ;
- {\displaystyle {\mathcal {K}}(\mathbb {R} )} espace des fonctions continues à support compact muni de la norme de la convergence uniforme ;
- {\displaystyle {\mathcal {B}}(\mathbb {R} )} espace des fonctions continues bornées ;
- {\displaystyle {\mathcal {C}}_{0}(\mathbb {R} )} espace des fonctions continues qui tendent vers zéro à l'infini ;
- {\displaystyle {\mathcal {C}}^{\infty }(\mathbb {R} )} espace des fonctions classe {\displaystyle C^{\infty }} ;
- {\displaystyle {\mathcal {C}}_{c}^{\infty }} espace des fonctions C∞ à support compact, muni des normes uniformes de la fonction et de ses dérivées ;
- {\displaystyle {\mathcal {D}}(\mathbb {R} )} espace des fonctions {\displaystyle C^{\infty }} à support compact, muni cette fois d'une certaine topologie limite inductive ;
- {\displaystyle {\mathcal {O}}_{U}} espace des fonctions holomorphes ;
- {\displaystyle W^{k,p}\,} espaces de Sobolev ;
- espaces de Besov ;
- applications affines par morceaux ;
- espace des fonctions continues muni de la topologie compacte-ouverte ;
- espace des fonctions muni de la topologie de la convergence simple ;
- espaces de Hardy ;
- espaces de Hölder.